# えのっち
えのっち（1970年2月24日 - ）は、山形県鶴岡市生まれのドラマー、パーカッショニスト。
本名は池田幸範、別名えのやん。
高校在学中にドラムスを板垣貴庸（原信夫とシャープス＆フラッツ）に一月のみ師事したが、その後はパーカッションも含めて独学。
主に、金谷ヒデユキ&邪道アコースティック・ファクトリー（略称：JAF）ではドラムスを、大滝詠一トリビュート・バンド「LONG VACATION」ではパーカッションを担当。
バンド、ユニットによって「えのっち」と「えのやん」を使い分けており、金谷ヒデユキから「えのっち」と呼ばれるようになったのは、田村JIN主催の「JOY POP SCRAMBLE in 宇都宮」（2002年12月7日）が開かれたとき、同ステージで泉見洋平のサポートにたまたま一曲だけ参加することになった時に泉見が「えのやん」と呼ぶことを選んだので、金谷が「じゃあ、『えのっち』でいこう」と決まった。この時の様子が金谷本人の朝日ぐんまのコラムで「気づけばその日初めて共演するバンドのドラマーが、私の曲に合わせて打楽器であるボンゴを叩いています」（コラム「バンドの話 vol.10」（2018年8月24日）とあるが、正確には叩いていたのはコンガである。その後、金谷が声優の事務所に所属したのをきっかけに、黒田崇矢、山口勝平、大塚明夫などのイベントやディナーショーにも金谷と共に参加した。

## 経歴

### 参加CD
金谷ヒデユキ&邪道アコースティックファクトリー
- チャージ完了（2005）（打楽器、コーラス）
- そして僕は歯を磨いている/面接の歌（ミュージカル「With You」合格曲/挿入歌）（2006・廃版）（ドラムス）
- 原寸大（2008・廃版）（ドラムス、コーラス）
- ラブ＆ピース＆おぼん＆こぼん（2021）（ドラムス）
- 人間っていいね（2022・限定発売）（ドラムス、パーカッション）

金谷ヒデユキ＆邪道アコースティックファクトリー with 黒田崇矢
- 今度の水曜日/夜を行こうぜ/黒田崇矢という男（2007・廃版）（ドラムス、パーカッション）

ネットラジオ「黒田崇矢＆大塚明夫のKnock Out Voice!!」エンディング曲/オープニング曲）

### 参加DVD
金谷ヒデユキ&邪道アコースティックファクトリー
- 出産（2008・町田cloveでのライブ・廃版）（ドラムス、コーラス）
- 詩吟JAF（2009・赤坂GRAFFITIでの、詩吟アーティスト・井口弘子とのコラボレーション・ライブ・廃版）（ドラムス、コーラス）
- 次世代エネルギー楽団（2012・新宿Golden Eggでのライブ・廃版）（ドラムス、コーラス）
- LIVE Days vol.1（2014・渋谷屋根裏、浅草KURAWOODでの選り抜きライブ）（ドラムス、コーラス）